# 汪铎
汪铎（1991年5月21日—），汉族，中国演员。2015年参加广东卫视《中国好男儿》获得全国总决赛亚军军而备受媒体和观众关注，被观众称为“漫画王子”

## 主要经历
- 1991年 出生于辽宁省沈阳市一个普通家庭
- 2010年 考入沈阳音乐学院音乐表演专业本科班，学习唱歌
- 2012年 参加云南卫视《完美声音》[2]比赛获得沈阳赛区5强、全国30强[3]
- 2013年 正在读大三的他参加湖南卫视《快乐男声》长沙赛区比赛淘汰后再去杭州赛区参赛，最终还是未能晋级[4]
- 2015年 参加广东卫视《中国好男儿》获得全国总决赛亚军，并获得郭敬明认可加入音乐剧《小时代》演出[5]

## 作品

### 電影
- 2016年《爵迹》飾 漆拉
- 2017年《西遊·伏妖篇》飾 豬八戒
- 2017年《推理筆記》飾 秦一凡
- 2020年《爵跡2：冷血狂宴》(網絡播出)飾 漆拉
- 2020年《晴雅集》飾 鹤守月/忠行
- 2023年《龍馬精神》飾 年轻皇帝
- 2025年《三滴血》飾 潘孟
- 待上映《星河入梦》

### 电视剧
- 2016年《幻城》飾 皇柝
- 2016年《是！尚先生》飾 汪興仁
- 2017年《推理笔记》(網絡劇) 飾 齊木
- 2018年《媚者无疆》(網絡劇) 飾 公子(李嗣源)
- 2023年《君子盟》(網絡劇) 飾 辜清章
- 2024年《仙劍四》(網絡劇)飾 玄霄/玄影
- 2024年《大梦归离》(網絡劇)飾 卓翼轩
- 2024年《清明上河图密码》飾  罗准
- 2025年《千朵桃花一世开》飾 南胥月/國師/天命
- 2025年《凡人修仙传》(網絡劇) 飾 王蝉
- 待上映《畢業季》 飾 越瀝
- 待上映《鬼斧神工》(網絡劇)
- 待上映《同桌的你爸》(網絡劇)(2021年拍攝)饰 张大川
- 待上映《夜旅人》(網絡劇)
- 待上映《逍遥》
- 待上映《月鳞绮纪》(網絡劇) 飾 螭吻
- 待上映《咸鱼飞升》(網絡劇)

### 综艺
- 2016年《王牌对王牌 (真人秀)》
- 2019年《演員請就位 (第一季)》
- 2019年《真相吧！花花萬物 》(第二季第5期)
- 2020年《非日常派對》(第11期)

### 音樂錄影帶
- 2018年 林采欣 【守夜人】專輯系列MV《黑白》、《面壁者》
- 2018年 薛之谦 【怪咖】专辑系列MV《最好》

## 比赛经历
| 集数 | 播出时间       | 比赛主题       | 表演主题                                     | 备注及结果       |
| ---- | -------------- | -------------- | -------------------------------------------- | ---------------- |
| 1    | 2014年11月13日 | 上海赛区试镜会 | 唱歌、跳舞                                   | 晋级东部赛区12强 |
| 5    | 2014年12月12日 | 全国48进24     | 服装走秀表演                                 | 晋级全国24强     |
| 6    | 2014年12月19日 | 全国24进12     | 唱歌《no matter what》《我以为》             | 晋级全国12强     |
| 7    | 2015年1月2日   | 全国12进10     | 唱歌《是我》                                 | 晋级全国10强     |
| 8    | 2015年1月9日   | 全国10进8      | 唱歌《天之大》                               | 晋级全国8强      |
| 9    | 2015年1月16日  | 全国8进6       | 唱歌《奔跑》                                 | 晋级全国6强      |
| 10   | 2015年1月23日  | 全国6进4       | 唱歌《烟花易冷》、表演《女友觉得自己没追求》 | 晋级全国4强      |
| 11   | 2015年1月30日  | 全国4进3       | 唱歌《刀剑如梦》、电影《大话西游》经典片段   | 晋级全国3强      |
| 12   | 2015年2月6日   | 全国总决赛     | 唱歌《日不落》、表演《野蛮女友》《贵妃醉酒》 | 获得全国亚军     |